# 高所作業車運転者
高所作業車運転者（こうしょさぎょうしゃうんてんしゃ）とは、高所作業車運転技能講習または高所作業車運転特別教育を修了した者。労働安全衛生法第61条、第76条（技能講習）、第59条（特別教育）、労働安全衛生法施行令第20条第15号にて規定されている。

## 概要
- 高所作業車で作業することができる。

※公道を走るには相応の運転免許が必要。

## 区分
- 高所作業車運転者技能講習 - 作業床の高さ10m以上の高所作業車。
- 高所作業車運転者特別教育 - 作業床の高さ2m以上10m未満の高所作業車。

## 受講資格
- 技能講習
  - 18歳以上

- 特別教育
  - 18歳以上

## 技能講習
- 技能講習は都道府県労働局長登録教習機関において行われる。講習科目や時間数高所作業車運転技能講習規程（平成2年労働省告示67号）に基づく。
- 修了済みの特別教育の実務経験の有無などにより所要時間は異なる。原則は17時間。
  - 移動式クレーン運転士免許を受けた者又は小型移動式クレーン運転技能講習を修了した者は学科2.・3.が免除となり、12時間。
  - 建設機械施工技士に合格した者は学科2.が免除となり、14時間。
  - 大型特殊自動車運転免許、大型自動車運転免許、中型自動車運転免許、準中型自動車運転免許、普通自動車運転免許を有する場合は、下記学科2.が免除となり、14時間。
  - フォークリフト運転技能講習、ショベルローダー等運転技能講習、車両系建設機械（整地・運搬・積込み用及び掘削用）運転技能講習、車両系建設機械（基礎工事用）運転技能講習、車両系建設機械（解体用）運転技能講習又は不整地運搬車運転技能講習を修了した者は、下記学科2.が免除となり、14時間。

### 講習科目
- 学科

1. 作業に関する装置の構造および取扱の方法に関する知識（5時間）
2. 原動機に関する知識（3時間）
3. 運転に必要な一般的事項に関する知識（2時間）
4. 関係法令（1時間）

- 実技

1. 作業のための装置の操作（6時間）

※学科・実技とも、修了試験が課せられる。

## 特別教育
- 特別教育は各事業所（企業等）又は都道府県労働局長登録教習機関において行われる。
- 安全衛生特別教育規程（昭和47年労働省告示第92号）で規定された履修時間は9時間（以上）となっている。自動車免許所持の場合、履修時間は5時間（以上）となる。

### 講習科目
- 学科

1. 高所作業車の作業に関する装置の構造および取扱の方法に関する知識（3時間）
2. 原動機に関する知識（1時間）
3. 高所作業車の運転に必要な一般的事項に関する知識（1時間）
4. 関係法令（1時間）

- 実技

1. 高所作業車の作業のための装置の操作（3時間）

## 運転できる高所作業車
- トラック式高所作業車、自走式高所作業車、装軌式（クローラ式）高所作業車、装輪式（ホイール式）高所作業車が運転できる。ただし、トラック式高所作業車で公道を走る場合は、準中型自動車、中型自動車、大型自動車など、車両総重量[1]により各運転免許証またはマイナ免許証が必要となる。
  - 道路交通法が2007年6月2日に一部改正[2]により、普通自動車の運転免許で運転できる車両総重量が5,000kg未満へ変更されたが、軽自動車型など一部を除き、高所作業車の重量は5,000kg以上となるので、改正後に取得した普通自動車免許では公道を運転できない場合が多いので、注意が必要[1]。
  - 道路交通法が2017年3月12日に一部改正[3]により、普通自動車免許では運転出来ない[4]。